# الانتخابات المحلية الليبية 2012
أجريت الانتخابات المحلية الليبية في زوارة عام 2011 وفي عدة بلديات أخرى في ليبيا خلال عام 2012.

## زوارة
انتخب سكان زوارة مجلسهم المحلي في عام 2011، بعد الحرب الأهلية الليبية عام 2011 .

## بنغازي
أجريت الانتخابات البلدية في بنغازي في 19 مايو. تم تسجيل أكثر من 200000 شخص للتصويت في بنغازي، وترشح 414 مرشحًا للمقاعد الحرة البالغ عددها 41 في مجلس المدينة المؤلف من 44 عضوًا. وهي الانتخابات الأولى من نوعها في بنغازي منذ الستينيات. نظرًا للعدد الكبير من المرشحين، لم يكن هناك متسع من الوقت لهم للقيام بحملات وتقديم آرائهم إلى سكان إحدى عشر منطقة في بنغازي.
وبحسب رئيس مفوضية الانتخابات في بنغازي، سليمان الزعبي فإن إجمالي أصوات الناخبين بلغ 138312 شخصًا، بنسبة إقبال تراوحت بين 64٪ و 69٪. وعلى الرغم من وجود 22 مرشحة في الانتخابات، لم يتم انتخاب سوى نجاة رشيد منصور الكيخيا في المجلس. لكن الكيخيا حصلت على أكبر عدد من أصوات أي مرشح فردي.

## مصراتة
أجريت الانتخابات البلدية في مصراتة في 20 فبراير. وكانت انتخابات مجلس المدينة المؤلف من 28 عضوا من أولى الانتخابات التي أجريت بعد سقوط نظام القذافي. ترشح لإعادة الانتخاب عضو واحد فقط من أعضاء المجلس الحالي.
من بين 156000 ناخب مؤهل، تم تسجيل 101486 شخصًا للتصويت،  مع نسبة إقبال بلغت 57٪ قدمها المسؤولون. كان جميع أعضاء المجالس المنتخبين مستقلين، حيث تم انتخاب يوسف بن يوسف لمنصب عميد مصراتة الجديد، وانضم 5 أعضاء آخرين إلى السلطة التنفيذية للمجلس.

## صبراتة
أجريت الانتخابات البلدية في صبراتة في 7 أكتوبر. وانتخب ضياء الدين الغرابلي رئيسا للمجلس. ولم يكن هناك إقبال كبير على الانتخابات.